# Gvožđe:rusticijanin reduktaza
Gvožđe:rusticijanin reduktaza (EC 1.16.9.1, Cyc2) je enzim sa sistematskim imenom Fe(II):rusticijanin oksidoreduktaza. Ovaj enzim katalizuje sledeću hemijsku reakciju
(II) + rusticijanin {\displaystyle \rightleftharpoons } Fe(III) + redukovani rusticijanin
Ovaj enzim sadrži c-tip hema. Enzim iz Aciditiobacillus ferooxidans je komponenta elektron transfernog lanca sa Fe(II), koji se sastoji od ovog enzima, bakarnog proteina rusticijanina, citohroma c4, i citohrom c oksidaze (EC 1.9.3.1).

## Literatura
- Nicholas C. Price; Lewis Stevens (1999). Fundamentals of Enzymology: The Cell and Molecular Biology of Catalytic Proteins (Third изд.). USA: Oxford University Press. ISBN 019850229X.
- Eric J. Toone (2006). Advances in Enzymology and Related Areas of Molecular Biology, Protein Evolution (Volume 75 изд.). Wiley-Interscience. ISBN 0471205036.
- Branden C; Tooze J. Introduction to Protein Structure. New York, NY: Garland Publishing. ISBN 0-8153-2305-0.
- Irwin H. Segel. Enzyme Kinetics: Behavior and Analysis of Rapid Equilibrium and Steady-State Enzyme Systems (Book 44 изд.). Wiley Classics Library. ISBN 0471303097.

## Spoljašnje veze
- Iron:rusticyanin+reductase на 